# Lijst van rijksmonumenten in Heerenveen (gemeente)

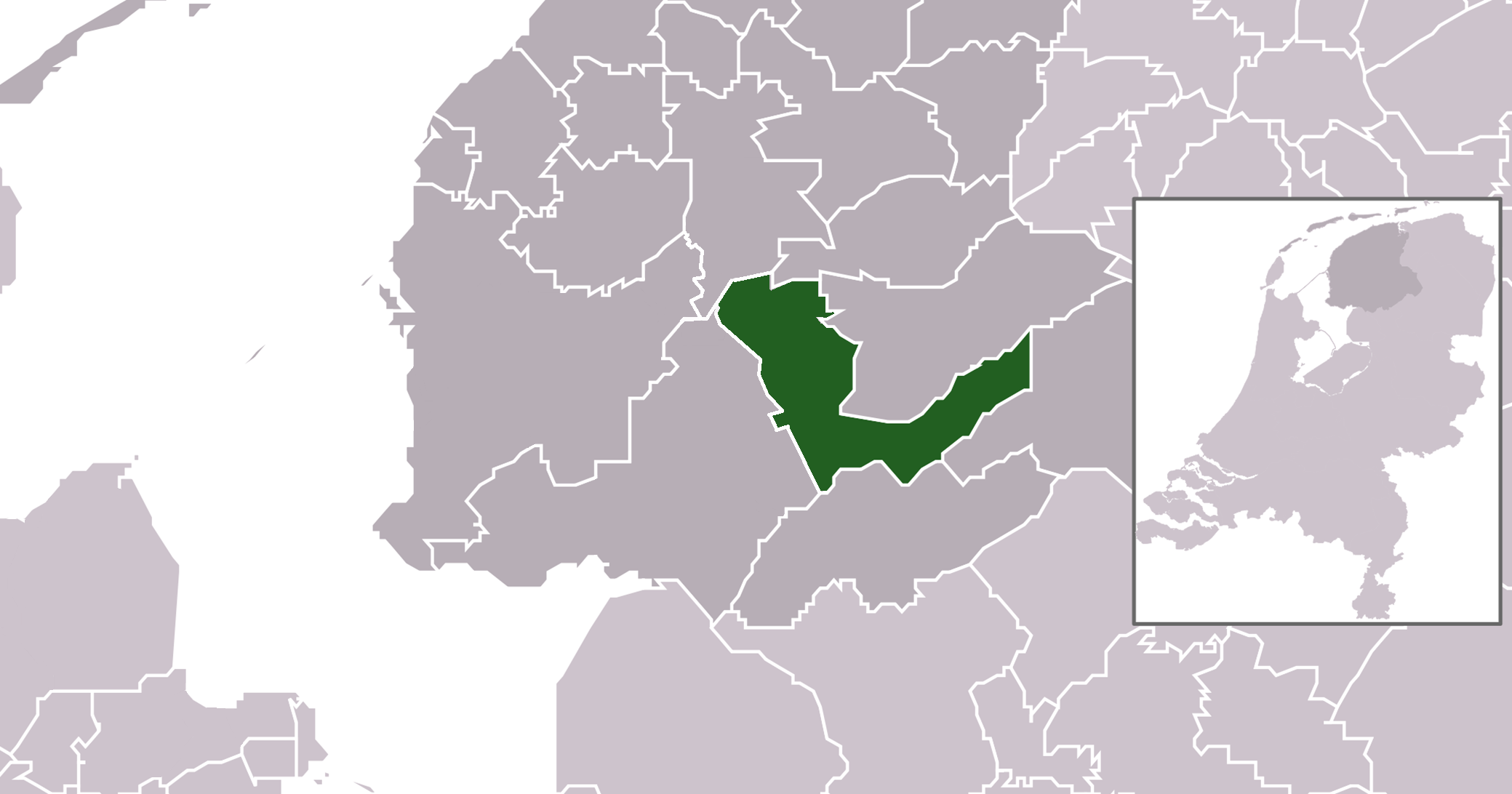
De gemeente Heerenveen

De gemeente Heerenveen telt 162 inschrijvingen in het rijksmonumentenregister, hieronder een overzicht. 

## Akkrum
De plaats Akkrum telt 24 inschrijvingen in het rijksmonumentenregister. Zie Lijst van rijksmonumenten in Akkrum voor een overzicht.

## Bontebok
De plaats Bontebok telt 3 inschrijvingen in het rijksmonumentenregister.
| Object                                      | Oorspronkelijke functie? | Bouwjaar | Architect | Locatie                 | Coördinaten?                 | Nr.?   | Afbeelding                     |
| ------------------------------------------- | ------------------------ | -------- | --------- | ----------------------- | ---------------------------- | ------ | ------------------------------ |
| Voormalige sluiswachterswoning              | Dienstwoning             | 1725     |           | Eerste Compagnonsweg 16 | 52° 57' 47" NB, 6° 1' 34" OL | 21185  | Voormalige sluiswachterswoning |
| Boerderij met woonhuis in eclectische stijl | Boerderij                | 1876     |           | Eerste Compagnonsweg 1  | 52° 57' 49" NB, 6° 1' 26" OL | 510496 | Meer afbeeldingen              |
| Oud Hogeveen                                | Boerderij                | 1931     | J. Bosma  | Eerste Compagnonsweg 11 | 52° 57' 49" NB, 6° 1' 36" OL | 510497 | Meer afbeeldingen              |

## Gersloot
De plaats Gersloot (Gersleat) telt 4 inschrijvingen in het rijksmonumentenregister.
| Object                                       | Oorspronkelijke functie? | Bouwjaar                                                                      | Architect            | Locatie               | Coördinaten?                 | Nr.?   | Afbeelding                                   |
| -------------------------------------------- | ------------------------ | ----------------------------------------------------------------------------- | -------------------- | --------------------- | ---------------------------- | ------ | -------------------------------------------- |
| Tripgemaal                                   | Gemaal                   | 1876 gewijzigd in 1905, 1906, 1926 en 1932 1989-1990 (restauratie)            | W.C. en K. de Wit    | Hooivaartsweg 14      | 53° 1' 54" NB, 5° 56' 41" OL | 510451 | Meer afbeeldingen                            |
| Tripgemaal, machinistenwoning in chaletstijl | Dienstwoning             | 1915                                                                          |                      | Hooivaartsweg 16      | 53° 1' 55" NB, 5° 56' 41" OL | 510452 | Tripgemaal, machinistenwoning in chaletstijl |
| Klokkenstoel met 2 klokken                   | Kerk en kerkonderdeel    | 1925 (klokkenstoel) 1982 (restauratie) 15e eeuw (ene klok) 1618 (andere klok) | H. Falck (klok 1618) | bij Aengwirderweg 394 | 53° 0' 21" NB, 5° 58' 1" OL  | 510476 | Meer afbeeldingen                            |

## Haskerdijken
De plaats Haskerdijken (Haskerdiken) telt 4 inschrijvingen in het rijksmonumentenregister.
| Object                                                                              | Oorspronkelijke functie? | Bouwjaar   | Architect | Locatie           | Coördinaten?                 | Nr.?   | Afbeelding                                                                          |
| ----------------------------------------------------------------------------------- | ------------------------ | ---------- | --------- | ----------------- | ---------------------------- | ------ | ----------------------------------------------------------------------------------- |
| De Kapelle. Hervormde kerk                                                          | Kerk en kerkonderdeel    | 1818       |           | Kapellewei 6      | 53° 0' 21" NB, 5° 52' 0" OL  | 20847  | Meer afbeeldingen                                                                   |
| Kop-rompboerderij met onderkelderd voorhuis midden voor schuur met zesruitsvensters | Boerderij                | 1861       |           | Kapellewei 1      | 53° 0' 20" NB, 5° 52' 15" OL | 20848  | Kop-rompboerderij met onderkelderd voorhuis midden voor schuur met zesruitsvensters |
| Stelpboerderij in ambachtelijk-traditionele stijl                                   | Boerderij                | 1906       | F. Swart  | Rijksstraatweg 50 | 53° 1' 0" NB, 5° 52' 17" OL  | 514067 | Upload foto                                                                         |
| Stelpboerderij, hondenhok                                                           | Boerderij                | verm. 1906 | F. Swart  | Rijksstraatweg 50 | 53° 1' 0" NB, 5° 52' 17" OL  | 514068 | Upload foto                                                                         |

## Heerenveen
De plaats Heerenveen (It Hearrenfean) telt 30 inschrijvingen in het rijksmonumentenregister. Zie de Lijst van rijksmonumenten in Heerenveen (plaats) voor een overzicht.

## Hoornsterzwaag
De plaats Hoornsterzwaag (Hoarnstersweach) telt 1 inschrijving in het rijksmonumentenregister.
| Object         | Oorspronkelijke functie? | Bouwjaar                           | Architect         | Locatie             | Coördinaten?                  | Nr.?  | Afbeelding        |
| -------------- | ------------------------ | ---------------------------------- | ----------------- | ------------------- | ----------------------------- | ----- | ----------------- |
| Hervormde kerk | Kerk en kerkonderdeel    | 1621 1668 (klok) 1856 (verbouwing) | P. Overney (klok) | Schoterlandseweg 95 | 52° 59' 56" NB, 6° 10' 20" OL | 21181 | Meer afbeeldingen |

## Katlijk
De plaats Katlijk (Ketlik) telt 2 inschrijvingen in het rijksmonumentenregister.
| Object                                              | Oorspronkelijke functie? | Bouwjaar | Architect    | Locatie             | Coördinaten?                 | Nr.?   | Afbeelding        |
| --------------------------------------------------- | ------------------------ | --- | ------------ | ------------------- | ---------------------------- | ------ | ----------------- |
| Thomaskerk, Hervormde kerk met dubbele klokkenstoel | Kerk en kerkonderdeel    | rond 1525 (oorspr.) verbouwd in 17e en 18e eeuw 1930 (vernieuwing klokkenstoel) 1977-1978 (restauratie kerk) |              | Kerkelaan 20        | 52° 56' 57" NB, 6° 0' 39" OL | 21180  | Meer afbeeldingen |
| 't Slotsje                                          | Kasteel, buitenplaats    | 1916 1991 (restauratie)                                                                                      | J.G. Brouwer | Schoterlandseweg 26 | 52° 56' 24" NB, 6° 1' 60" OL | 510491 | 't Slotsje        |

## De Knipe
De plaats De Knipe telt 2 inschrijvingen in het rijksmonumentenregister.
| Object                                  | Oorspronkelijke functie? | Bouwjaar                                | Architect | Locatie             | Coördinaten?                  | Nr.?  | Afbeelding        |
| --------------------------------------- | ------------------------ | --------------------------------------- | --------- | ------------------- | ----------------------------- | ----- | ----------------- |
| Nij Brongergea Tsjerke (Hervormde kerk) | Kerk en kerkonderdeel    | 1661                                    |           | Meyerweg 74         | 52° 58' 5" NB, 5° 58' 3" OL   | 21174 | Meer afbeeldingen |
| Klok in de klokkenstoel                 | Straatmeubilair          | 14e eeuw (klok) ca. 1920 (klokkenstoel) |           | Dominee Veenweg 28B | 52° 57' 58" NB, 5° 59' 31" OL | 21176 | Meer afbeeldingen |

## Luinjeberd
De plaats Luinjeberd (Lúnbert) telt 3 inschrijvingen in het rijksmonumentenregister.
| Object                                          | Oorspronkelijke functie? | Bouwjaar | Architect   | Locatie               | Coördinaten?                  | Nr.?   | Afbeelding                                      |
| ----------------------------------------------- | ------------------------ | -------- | ----------- | --------------------- | ----------------------------- | ------ | ----------------------------------------------- |
| Klokkenstoel, klok                              | Vanwege onderdelen kerk  | 1645     | J. Noteman  | bij Aengwirderweg 130 | 52° 59' 27" NB, 5° 55' 29" OL | 21182  | Klokkenstoel, klok                              |
| Klokkenstoel                                    | Kerk en kerkonderdeel    | 1921     | S.H. Zwarts | bij Aengwirderweg 132 | 52° 59' 27" NB, 5° 55' 29" OL | 510492 | Meer afbeeldingen                               |
| Boerderij met voorhuis met Jugendstil-elementen | Boerderij                | 1909     |             | Aengwirderweg 245     | 52° 59' 42" NB, 5° 55' 59" OL | 510493 | Boerderij met voorhuis met Jugendstil-elementen |

## Mildam
De plaats Mildam (Mildaam) telt 4 inschrijvingen in het rijksmonumentenregister.
| Object                               | Oorspronkelijke functie?  | Bouwjaar                                                       | Architect       | Locatie                | Coördinaten?                  | Nr.?   | Afbeelding                           |
| ------------------------------------ | ------------------------- | -------------------------------------------------------------- | --------------- | ---------------------- | ----------------------------- | ------ | ------------------------------------ |
| Saksische boerderij                  | Boerderij                 | 1685 (voorhuis)                                                |                 | Schoterlandseweg 7     | 52° 56' 9" NB, 5° 59' 17" OL  | 21183  | Saksische boerderij                  |
| Hervormde kerk met klokkenstoel      | Kerk en kerkonderdeel     | 1726 (kerk, herbouw)                                           | S. Roels (kerk) | Schoterlandseweg 37    | 52° 56' 6" NB, 5° 59' 56" OL  | 21184  | Meer afbeeldingen                    |
| Woonhuis in Interbellum-architectuur | Woonhuis                  | 1935                                                           | M. Zwaagstra    | Schoterlandseweg 80    | 52° 56' 10" NB, 6° 0' 12" OL  | 510494 | Woonhuis in Interbellum-architectuur |
| Tjongermolen                         | Industrie- en poldermolen | 1869 (oorspr.) 1918 (herbouw) 1983 (herbouw op nieuwe locatie) |                 | bij Schoterlandseweg 7 | 52° 55' 55" NB, 5° 59' 38" OL | 511214 | Meer afbeeldingen                    |

## Nes
De plaats Nes telt 2 inschrijvingen in het rijksmonumentenregister.
| Object | Oorspronkelijke functie? | Bouwjaar    | Architect | Locatie | Coördinaten?                 | Nr.?  | Afbeelding        |
| --- | ------------------------ | ----------- | --------- | ------- | ---------------------------- | ----- | ----------------- |
| Houten klokkenstoel met gezwenkte overhuiving op omheind kerkhof                                                        | Straatmeubilair          | 1950 (klok) |           |         | 53° 3' 13" NB, 5° 51' 14" OL | 35942 | Meer afbeeldingen |
| Brug over de Boorne met een smal vast gedeelte en een breder draaibaar gedeelte, beide rustend op een gemetselde pijler | Brug                     |             |           |         | 53° 3' 10" NB, 5° 51' 2" OL  | 35943 | Meer afbeeldingen |

## Nieuwehorne
De plaats Nieuwehorne (Nijhoarne) telt 2 inschrijvingen in het rijksmonumentenregister.
| Object                                           | Oorspronkelijke functie? | Bouwjaar                                                  | Architect           | Locatie             | Coördinaten?                 | Nr.?  | Afbeelding                                       |
| ------------------------------------------------ | ------------------------ | --------------------------------------------------------- | ------------------- | ------------------- | ---------------------------- | ----- | ------------------------------------------------ |
| Boerderij met Saksisch voorhuis en Friese schuur | Boerderij                | mog. 17e eeuw 19e eeuw (schuur)                           |                     | Schoterlandseweg 3  | 52° 56' 49" NB, 6° 2' 36" OL | 21186 | Boerderij met Saksisch voorhuis en Friese schuur |
| Kerk van Nieuwehorne. Hervormde kerk             | Kerk en kerkonderdeel    | mog. 15e eeuw (klok) 1778 (kerk) rond 1850 (herstel kerk) | J. van Bomen (klok) | Schoterlandseweg 38 | 52° 56' 60" NB, 6° 3' 20" OL | 21187 | Meer afbeeldingen                                |

## Nieuweschoot
De plaats Nieuweschoot (Nijskoat) telt 2 inschrijvingen in het rijksmonumentenregister.
| Object                                 | Oorspronkelijke functie? | Bouwjaar                                                                     | Architect | Locatie            | Coördinaten?                  | Nr.?   | Afbeelding        |
| -------------------------------------- | ------------------------ | ---------------------------------------------------------------------------- | --------- | ------------------ | ----------------------------- | ------ | ----------------- |
| Kerk van Nieuweschoot met klokkenstoel | Kerk en kerkonderdeel    | 15e eeuw (klok in klokkenstoel) waarsch. 17e eeuw (kerk) 1930 (klokkenstoel) |           | Rotstergaastweg 43 | 52° 55' 56" NB, 5° 56' 3" OL  | 21188  | Meer afbeeldingen |
| Rika Zathe                             | Boerderij                | 1861                                                                         |           | Rotstergaastweg 95 | 52° 55' 54" NB, 5° 55' 16" OL | 510503 | Meer afbeeldingen |

## Oldeboorn
De plaats Oldeboorn (Aldeboarn) telt 18 inschrijvingen in het rijksmonumentenregister. Zie de Lijst van rijksmonumenten in Oldeboorn voor een overzicht.

## Oranjewoud
De plaats Oranjewoud (It Oranjewâld) telt 44 inschrijvingen in het rijksmonumentenregister. Zie de Lijst van rijksmonumenten in Oranjewoud voor een overzicht.

## Oudeschoot
De plaats Oudeschoot (Aldskoat of Skoat) telt 9 inschrijvingen in het rijksmonumentenregister. Zie de Lijst van rijksmonumenten in Oudeschoot voor een overzicht.

## Schurega
De plaats Schurega (Jobbegea, Jubbege, Schurige) telt 4 inschrijvingen in het rijksmonumentenregister.
| Object                                 | Oorspronkelijke functie? | Bouwjaar               | Architect           | Locatie             | Coördinaten?                 | Nr.?   | Afbeelding         |
| -------------------------------------- | ------------------------ | ---------------------- | ------------------- | ------------------- | ---------------------------- | ------ | ------------------ |
| Kerk van Schurega. Hervormde kerk      | Kerk en kerkonderdeel    | 1715 1910 (toren)      |                     | Kerklaan 3          | 52° 58' 22" NB, 6° 7' 14" OL | 21179  | Meer afbeeldingen  |
| Mr. J.B. Kanschool                     | Onderwijs en wetenschap  | 1917 1960 (verbouwing) |                     | Schoterlandseweg 55 | 52° 58' 26" NB, 6° 6' 35" OL | 510460 | Mr. J.B. Kanschool |
| Mr. J.B. Kanschool, onderwijzerswoning | Dienstwoning             | 1917 1972 (verbouwing) |                     | Schoterlandseweg 53 | 52° 58' 26" NB, 6° 6' 35" OL | 510461 | Meer afbeeldingen  |
| Hervormde kerk, pastorie met koetshuis | Kerkelijke dienstwoning  | 1920 1967 (verbouwing) | P.H. van Lonkhuyzen | Schoterlandseweg 69 | 52° 58' 29" NB, 6° 6' 43" OL | 510490 | Upload foto        |

## Terband
De plaats Terband (Terbant) telt 1 inschrijving in het rijksmonumentenregister.
| Object      | Oorspronkelijke functie? | Bouwjaar                     | Architect  | Locatie         | Coördinaten?                  | Nr.?  | Afbeelding        |
| ----------- | ------------------------ | ---------------------------- | ---------- | --------------- | ----------------------------- | ----- | ----------------- |
| Rotondekerk | Kerk en kerkonderdeel    | 1843 1984-1985 (restauratie) | Th. Romein | Pastorielaan 12 | 52° 58' 43" NB, 5° 55' 10" OL | 21198 | Meer afbeeldingen |

## Tjalleberd
De plaats Tjalleberd (Tsjalbert) telt 2 inschrijvingen in het rijksmonumentenregister.
| Object                              | Oorspronkelijke functie? | Bouwjaar                                   | Architect         | Locatie           | Coördinaten?                  | Nr.?   | Afbeelding                      |
| ----------------------------------- | ------------------------ | ------------------------------------------ | ----------------- | ----------------- | ----------------------------- | ------ | ------------------------------- |
| Aengwirder Tsjerke (Hervormde kerk) | Kerk en kerkonderdeel    | 1670 (klok) 1742 (kerk) 1825 (uitbreiding) | P. Overney (klok) | Pastoriesingel 1  | 52° 59' 52" NB, 5° 56' 38" OL | 21199  | Meer afbeeldingen               |
| Woonhuis met Jugendstil-details     | Woonhuis                 | 1906                                       | S.H. Zwarts       | Aengwirderweg 294 | 52° 59' 55" NB, 5° 56' 47" OL | 510501 | Woonhuis met Jugendstil-details |

Achtkarspelen ·
Ameland ·
Dantumadeel ·
De Friese Meren ·
Harlingen ·
Heerenveen ·
Leeuwarden ·
Noardeast-Fryslân ·
Ooststellingwerf ·
Opsterland ·
Schiermonnikoog ·
Smallingerland ·
Súdwest-Fryslân ·
Terschelling ·
Tietjerksteradeel ·
Vlieland ·
Waadhoeke ·
Weststellingwerf